# Chrysobothris woodgatei
Chrysobothris woodgatei es una especie de escarabajo del género Chrysobothris, familia Buprestidae. Fue descrita científicamente por Champlain & Knull en 1922.